# The Punk Syndrome
The Punk Syndrome (originaltitel: Kovasikajuttu) är en finsk-norsk-svensk dokumentärfilm från 2012 i regi av Jukka Kärkkäinen och Jani-Petteri Passi, om bandet Pertti Kurikan Nimipäivät. Filmen nominerades till Nordiska rådets filmpris.